# 鈍い球音
鈍い球音（にぶいきゅうおん）は、天藤真が1971年に発表した推理小説。プロ野球日本シリーズの華やかな戦いとその裏でうごめく陰謀を描いた。

## あらすじ

### 背景
プロ野球日本シリーズ。片方のリーグから登場したのは「大阪ダイヤ」（本作中ではつねに『大阪』と表記されており、本記事でもそれを踏襲する）。2年前も前年もシリーズで「メトロポリス」軍に敗戦した彼らは、三度目の正直を目指してリーグを三連覇し、日本一を目指して名乗りを挙げたのだ。
『大阪』を率いる老監督笹村（ささむら、72歳）は今期限りでの引退を宣言している。彼は記者会見で、死期が間近いオーナー九鬼（くき、「西の正力松太郎」と呼ばれる関西政財界の重鎮で、大臣経験者）に悲願の初優勝をプレゼントすると誓った。
その『大阪』の相手となったのは意外なチームだった。もう片方のリーグで万年最下位だった「東京ヒーローズ」である（以下、『東京』）。『東京』の監督は、実は前年まで『大阪』のコーチだった桂周平（かつら しゅうへい）。彼は『大阪』の九鬼オーナーや笹村監督の愛弟子といえる存在であったが、不可解な理由で放逐され、若い投手コーチの立花（たちばな）と共に『東京』に移ったのであった。桂は新天地において天才的な用兵を駆使して僅差で強敵を打ち破り、たった一年で弱小球団をリーグ覇者に導いた。自らを解雇した師に弟子が牙をむくという対決の構図が決定し、日本中の野球ファンが沸騰した。
しかしそこに、立花らを愕然とさせる最初の事件が起きる。

### 最初の失踪
「人に会う」と言って立花と一人娘桂比奈子(かつら ひなこ、18歳)に自分を東京タワーに送らせた桂は、忽然と姿を消す。同タワー展望台に残っていたのは桂の変装用のベレー帽・マスク・そしてトレードマークの虎ヒゲだった。この遺留物は、桂を奪い取った者の強い意志を感じとらせた。
立花は盟友であり大学の同級生でもある「東日新聞」野球記者矢田貝今日太郎（やたがい きょうたろう）に監督の行方を探るよう相談をする。日本シリーズ監督の失踪となれば大スクープだと色めき立つ矢田貝。しかし立花は矢田貝に「記事にしないで調べてくれ」と懇願する。記者として憤然とする矢田貝だったが、結局親友立花の必死さに負けて頼みを受ける。

### 素人探偵チームの結成
矢田貝が相談した相手は、「東日新聞」に君臨する吉本（よしもと）キャップ。日本プロ野球界に隠然たる影響力をもつ彼は、普段なら容易に下っ端の意見を聞かない。しかし吉本は矢田貝に「何人要る？」と即答した。日本シリーズの裏にうごめく陰謀を感じ取っていた吉本の作戦である。
矢田貝の下についたのは若者3名。西康平（にし こうへい）・井川芳子（いかわ よしこ）・姉小路公一（あねこうじ こういち）。彼らはまず東京タワーの調査に赴く。彼らの結論は、桂は単に略取誘拐されたのではなく自分の意思で姿を消したのだろうということだった。この調査を通じて、矢田貝は彼ら3人が個々の独特の持ち味にて有能な探偵軍団となっていることを察知した。彼ら4名はその後も右往左往・試行錯誤しながらもじわじわと真実に近づくこととなる。
四名はそれぞれ各地に散り、桂監督の立ち寄りそうな友人知人・家族らのもとに赴く。出てきた結果は、桂はどこにも立ち寄っていないこと、彼は友人知人から絶大な尊敬を受けているのに兄弟など親族からはけちょんけちょんの評価を受けていることであった。桂監督の家族に、いったいどんな過去があったのだろうか？四名の推理は続くが容易に結論は出ない。しかし、有力な線が二つ示された。一つはシリーズ結果の賭をする賭博屋、もう一つは当の『東京』のある実力者である。

### 開幕
結局桂監督は不慮の事故により負傷し入院したと『東京』球団代表から公式発表された。竹山（たけやま）ヘッドコーチが監督代行として任じられ、シリーズの幕が切って落とされることとなった。
矢田貝らはそのころ、謎の電話を受ける。半信半疑ながら内容に示された場所に向かった彼らは、そこに「ひげのない桂監督」が意識を失っているのを発見する。「監督」はなぜか手にトランシーバー（立花によれば、ブロックサインに代わる直接通信手段として試作されていたもの）を持っていた。「監督」はとりあえず矢田貝らの息のかかった病院に確保されたが、とてもシリーズ監督を勤められる状態ではなかった。
「新東京球場」で行われた第一戦と第二戦。『東京』の竹山監督代行は自分なりに奮闘したものの、個々の戦力ではとうてい及ばない『大阪』相手にすべての作戦は裏目に出て、「桂用兵」との差を思い知らされる結果となった。第一戦は『大阪』エース峰岸（みねぎし）の前に8-0の完封負けを喫し、第二戦も完膚無きまでに叩きのめされた。特に活躍したのが、『大阪』の誇る長距離ヒッター前原である。その大ホームランはブルペンにいた『東京』投手陣の顔色を「前原にはかなわない」と蒼白にさせのだが、唯一人、無名の新人投手友永（ともなが）だけは平然としていた。
『大阪』のホームグラウンドに舞台を移して行われた第三戦では、『東京』も反撃の気配を見せた。しかし監督代行竹山の投手交代戦術に関して、ビッチャーコーチ立花やベテラン選手長塚（ながつか）のみならずなんと観客席から比奈子まで飛び込んできて竹山を面罵するなど騒然とする事態となった。愚かにも竹山は折れず、その結果前原に場外ホームランを食らう。11-5のまたもや完敗。ただし矢田貝にとってはこの第三戦前に『東京』選手が見せていたポジティブな気合いが印象的であった。自他共に認める弱小球団が、数多の敗戦にへこたれず最後には強敵を打ち破ってきたその気概と自信はまだ残っていたのである。

### 徐々に暴かれる策謀
スタジアム内で行われるフェアプレーをよそにして、場外ではさまざまな動きがあった。まずは矢田貝が、吉本キャップとは別の意味でプロ野球世界に影響力をもつ評論家「林センセ」に頭を下げ、大阪の賭け屋のアジトを教えてもらった。そのアジトであるバーを張り込んだ彼ら（比奈子を含む）が発見したのは吉本であった。そして、病院に確保されていたはずの「桂監督」が何者かとすり替えられていた。さらには、竹山監督代行が大阪の宿舎から書き置きを残して姿を消した。
実は「桂監督」の消失は矢田貝チームの計略である（下手に目を覚まされるとまた犯人団に狙われると想像したため）。しかし竹山の失踪の理由は矢田貝には理解できなかった。それでも、矢田貝はその失踪現場で、椅子の上に竹山がいつも着ていた着衣が残っているその雰囲気が、まさに桂監督失踪現場の東京タワーと同じであることを悟り、二人の失踪が同じ意思を持つ者によって行われたことを予想した。

### 若武者、桧舞台へ
『東京』代表とオーナーはチーム会議で正直に実情を語る。素直に聞く選手達であったが、今後の監督代行を選ぶ際になって驚くべきことが起こった。ベテラン選手らの主導で、現役選手・コーチの投票により指揮者を選ぼうというのだ。雲の上ほどの目上の者（オーナー）に対して「負けるにしても、納得できる戦いをしたい」と談判する選手らに対して、オーナーは「決定権はこちらにあるが、結果は一応参考にはしよう」と約束する。その結果は圧倒的な大差で、「立花監督代行」。プロの選手やコーチは、立花こそが桂監督の用兵法を受け継ぎ実践してくれる唯一無二の存在だと理解していたのだ。このめざましい結果をさすがの強面オーナーも無視することは出来ず、第四戦以後の監督代行は立花となる。
この事態に最も衝撃を受けたのは当の立花である。披露記者会見で疲労困憊となり、なによりもこれからの不安と重圧に悩まされて部屋に帰った彼であったが、そこに救世主が現れる。「男の中の不安とか迷いとかを吸い取って養分にかえてやるのが女の役目だって、いつかパパに聞いたことがある」と暗闇の中で囁いた少女は、桂の一人娘比奈子。一人称が「おれ」というはっちゃけた少女は実は立花に恋慕の情を抱いていた。比奈子がそのとき初めて見せた純情に感動し、立花は彼女を優しく激しく抱く。目が覚めた時、彼女の言葉は本当になっていた。一切の迷いが吹っ切れた立花は、第四戦を確実に勝つための作戦を思いついていたのである。

### 流れを変えた第四戦
大阪での第四戦ではまず試合前に観客席でドラマが生じた。勝利を疑わない『大阪』ファンがほとんどの席を占領するなか、三塁側内野一般席（ビジターの『東京』側応援席）は比奈子を含め二名しか人間がいないという惨状だった。勝負を捨てていない『東京』選手もこれには意気消沈する。しかし試合開始5分前に奇跡が起こった。旅行鞄をさげ、たった今大阪に着いたと思われる『東京』ファンがその席を埋め始めたのだ。数は当然『大阪』ファンより桁違いに少ないが、それで充分だった。涙を流し奮い立ち始める『東京』の屈強な男達。立花は勝利を確信し、選手に絶妙のアドバイスを与えてゆく。
第四戦の先発ピッチャーは、『大阪』のエース峰岸は当然として、『東京』は意外なことに第一戦で峰岸と投げ合って惨敗した古川。しかし立花の的確な助言を得た古川は、勢いたつ『大阪』打線を玄妙な変化球で翻弄する。一方の峰岸もさすがの剛速球で零封を続け、はじめて日本シリーズに相応しい緊迫した試合となった。均衡を破ったのは『東京』。ベテラン長塚が狡猾な心理トラップで峰岸の牙城を破り長打。好打者野尻は意表をつく初球スクイズ。立花の送った代走が本塁に滑り込んだ。リリーフエース有本と守備陣が虎の子の1点を守り通した『東京』（このチームは守備のまずさで知られていたが、第四戦に限っては鉄壁だった）が1-0の初勝利を遂げた。
場外の推理戦も続く。矢田貝チームの「メモ魔」井川は、両チームのオーナーのつながり、そして桂と立花が『大阪』を追われた原因について見事な仮説をたてた。桂らは『大阪』の天敵である竜村投手を擁する「メトロポリス」軍を倒すために、九鬼によって『東京』に送り込まれたのかもしれない（それは後に正しかったことが分かる）。それとは別に、吉本キャップも矢田貝に財政危機に陥った野球球団経営陣らの醜い暗闘を明かし始める。それは自らも汚泥にまみれてつかんできた暗部であり、本来は墓場まで持ってゆくべきものであったが、プロ野球界の浄化をめざしてきた吉本はここに至ってこの危険な深部を暴露した。このように次々集まる断片的な情報を前に矢田貝の頭脳はフル回転し、その様子に井川は恋心を抱く（彼女は比奈子に矢田貝との仲を取り持つよう依頼までしている）。

### 桂監督の再来
第五戦・第六戦はいずれも立花の采配がさえ渡り『東京』が連勝する。第五戦では一点をリードされ最終回二死無走者となった場面で打者は八番の投手。立花はベンチに並ぶ強打者を代打に出さないという選択を行った。色をなして詰め寄る古参コーチに動じず、平然と投手バッター有本を送り出した立花の選択の正しさは結果が証明した。落ち着き払った立花の姿に、矢田貝は「立花！おまえいつから桂になったんだ？」と驚愕する。延長の末敗れた『大阪』は本拠地胴上げを阻止された。
第六戦では第五戦以上にシリーズを印象づけるシーンが起こった。絶体絶命のピンチに立花が満を持して送り込んだのは変則投法の友永。シーズン中零勝零敗の「謎の新人」にスタジアムは困惑する。こんな大舞台に何の実績もない若者を出す監督（代行）の考えが誰も理解できない。しかし、これこそが「桂用兵」そのものだった。彼の一見珍妙な投げ方は、次打者前原のような強打者をこそ翻弄するものであった（そのことに最初に気づいて表情を硬くしたのは当の前原である）。数分後、日本を代表する強打者達を連続三球三振で葬り去った「脅威のルーキー」友永が、ベンチに姿を消した。何が起こったのかようやく悟った観客席から、万雷の拍手が起こった。立花はその後も容赦なく『大阪』を攻め立て、九鬼オーナーの病状悪化により士気に悪影響があった相手を圧倒した。

### 最後の失踪
三勝三敗となったシリーズの行方は本当に分からなくなってしまったが、そこに立花を震撼させる最後の失踪事件が起きる。今度は比奈子が姿を消したのだ。桂のときとは違って、明らかに他人による誘拐と思われた。
立花と比奈子は、最初に結ばれた日から毎日逢瀬を繰り返していた。しかし第七戦当日の朝は比奈子は約束の時間に現れず、身につけていたものの一部だけが投げ込まれていた。それは事実上の脅迫状となって立花を精神的に打ちのめした。そんな立花を、犯人に対する怒りに燃えた矢田貝が励ます。おまえは試合に集中しろ、そして勝て、比奈子さんは俺たちが救い出すと。
立花は矢田貝にすら言わなかったほど比奈子との関係を秘匿していた。それなのに比奈子誘拐が立花に対して有効な脅迫となることを知っていた者は、立花の行動に通暁した『東京』関係者以外にあり得ない。矢田貝チームの推理は首謀者として『東京』のある実力者を指す。その邸宅に向かう矢田貝と西であったが、素人の悲しさ、なんとか侵入を果たした直後、待ちかまえていた実行犯にあっさり捕縛される。比奈子はやはり、その家の別の部屋で捕まっているようだが、縛られた矢田貝と西にはどうしようもない。

### 真相
捕らえられた矢田貝と西は、縛られたまま最後の推理を開始する。曰く、吉本はクロではない。桂・竹山失踪の首謀者は桂自身、兄弟達の態度はダミーで、実は桂親族一同が全面バックアップしている。比奈子すら「共犯」だ。倉庫で発見された「ひげなし桂」は桂自身ではない、桂は実は健在で、変装してスタジアムに入り込み、無線で立花を操っている。これまでに起こった事件の全ては、賭け屋と球団経営者を中心とする巨悪に対抗するため桂がとった知謀作戦と、日本シリーズに絡む賭博屋がたくらんだ謀略の複合である…。

### 鈍い球音
第七戦は当然のように大熱戦となった。だが立花の采配にはやや変調が目立った。それでも何とか『大阪』のリードを一点に抑え、一死一二塁で迎えた『東京』の最終回攻撃。そこで立花が指名した代打は万年二軍選手の脇田（わきた）。友永の時と同様の困惑と、そして少しの期待がスタジアムに与えられたが、しかし脇田は友永と違って大舞台に弱い。「鈍い球音」が響いたその結果は案の定平凡な内野ゴロ。絶好のゲッツーコース。『東京』、万事休す。しかしそこで野球の恐ろしさを感じさせる奇跡が起きる。二人のランナー（うち一人は100メートル走11秒台前半の俊足である）がダイヤモンドを疾走しホームベースに飛び込んだ『東京』が逆転サヨナラ勝利を果たし、三連敗四連勝でシリーズを制した。後に明らかにされたのだが、立花の変な采配はミスではなく、けが人などのやむを得ない事情によるものだった。この結果により、『大阪』笹村老監督の執念も、九鬼オーナーの生涯の夢も、若武者立花の活躍と『東京』の強運の前に砕け散った。
比奈子を略取誘拐した実行犯は『大阪』に賭けていた賭け屋の一味であり、敗戦により数億円を失った。怒りの余り比奈子に暴行しようとする彼らを、矢田貝と西は止められない。しかし比奈子は知略の限りを尽くして脱出し、逆に矢田貝と西を救出する。そこに警察を連れた井川も駆け込んできた。警察の前で比奈子の口から衝撃的な真相が明かされる。ただし実行犯の口は堅く、真の黒幕には官警の手は及ばなかった。

### 後日談
翌朝、矢田貝らは知り得た真相をすべて記事にした。大スクープを得て売れに売れた「東日」だったが、吉本キャップは黒幕の怒りを買って社を去る。「君たちのスクープを誇りに思う。ただしおれの過ちを繰り返さないでくれ」と言い残した大物記者吉本。野球界の浄化のため自らがその醜い背景にまみれ情報を集め続けてきた彼の寂しい背中を、矢田貝とそれに寄り添う井川が涙で見送る。
桂は、九鬼オーナーの見舞いに訪れる。死期を迎えたオーナーの邸宅に居並ぶ者は「裏切り者」桂に対する敵意と怒りに満ちていた。さすがの桂も冷や汗をかき、そしてその汗はオーナーが存外はっきりした声で「桂か。よくもわしの最後の頼みを断ったのう」と言ったとき最高潮となる。しかし、オーナーは、そばに並ぶ者に言い聞かせるかのように「ようやった。それでこそ男だ」「いつか『大阪』を任せる。その時は頼むぞ」と微笑みすら浮かべて続けた。最高の実力者が、自らを正々堂々と打ち倒した愛弟子の成長を認め、唯一の後継者と任じた瞬間であった。
後日分かったのだが、矢田貝らの推理と記事にはほんの少し誤りがあった。桂監督はトランシーバーで立花に指示を与えていたとされていたが、実際にはその機械は壊れており、立花は自分自身の判断で桂そっくりの采配を行っていたのだ。それを知ったのは桂だけであったが、桂もそれにより立花（今や比奈子の公然たる恋人である）の恐るべき実力を認め、彼ら若者が牽引しはじめるだろうプロ野球界の明るい将来を夢見るのであった。

## 小説
- 『鈍い球音』角川書店（角川文庫）、1980年3月
- 『鈍い球音』日本文華社、1980年5月
- 『鈍い球音』青樹社、1992年5月、ISBN 4-79130-703-8
- 『現代日本推理小説叢書 鈍い球音』 東京創元社〈創元推理文庫〉、1995年6月、ISBN 4-488-40804-4